# Willie Bobo
Willie Bobo (New York, 1934. február 28. – Los Angeles, 1983. szeptember 15.) Puerto Ricó-i származású dzsesszdobos.

## Pályakép
Az úgynevezett Spanyol Harlemben született.

Mongo Santamaría és Armando Peraza voltak a mesterei. Pályája az 1950-es évek elején indult, amikor a Machito együttes tagja lett. Olyan zenészekkel dolgozott, mint Stan Getz, Szabó Gábor, Dizzy Gillespie, Sonny Stitt, George Shearing, Herbie Hancock, Herbie Mann.
Az 1960-as évek végén Los Angelesbe költözött és megalapította saját együttesét. Olyan zenészekkel dolgozott, mint például Carlos Santana.
Fia, Eric „Bobo” Correa, a Cypress Hill hip-hop együttes hangszerelője és ütőse.
| Kattints az alábbi külső linkek egyikére! | Kattints az alábbi külső linkek egyikére! |
| ----------------------------------------- | ----------------------------------------- |
| Nem található szabad kép.(?)              |                                           |
| külső link · jogvédett                    | Willie Bobo                               |

## Lemezek
- Do That Thing/Guajira (Tico, 1963)
- Bobo's Beat (Roulette, 1964)
- Let's Go Bobo! (Roulette, 1964)
- Spanish Grease (Verve, 1965)
- Uno Dos Tres 1•2•3 (Verve, 1966)
- Feelin' So Good (Verve, 1966)
- Juicy (Verve, 1967)
- Bobo Motion (Verve, 1967)
- Spanish Blues Band (Verve, 1968)
- A New Dimension (Verve, 1969)
- Do What You Want to Do (Sussex, 1971)
- The Drum Session (Philips Records, 1975) with Louie Bellson, Shelly Manne & Paul Humphrey
- Tomorrow Is Here (Blue Note, 1977)
- Hell Of An Act To Follow (Columbia, 1978)
- Bobo (Columbia, 1979)
- Lost & Found (Concord Picante, 2006)
- Dig My Feeling (Nacional Records 2016)